# Snowy River
Snowy River är ett vattendrag i Australien. Det ligger i delstaten New South Wales, i den sydöstra delen av landet, omkring 500 kilometer sydväst om delstatshuvudstaden Sydney.
Genomsnittlig årsnederbörd är 1 273 millimeter. Den regnigaste månaden är juni, med i genomsnitt 241 mm nederbörd, och den torraste är juli, med 59 mm nederbörd.